# Walgreens Charity Championship
Het Walgreens Charity Championship is een golftoernooi van de Legends Tour. Het toernooi vindt telkens plaats in de Amerikaanse staat Florida, maar wel in verschillende steden.Het wordt gespeeld in een strokeplay-formule met twee speelronden.

## Golfbanen
| Jaar | Golfbaan                                      | Stad                  |
| ---- | --------------------------------------------- | --------------------- |
| 2013 | Nancy Lopez Legacy Course (Golf The Villages) | The Villages, Florida |
| 2014 | Seagate Country Club                          | Delray Beach, Florida |

## Winnaressen
| Jaar | Winnares       | Score | Score | Info  |
| ---- | -------------- | ----- | ----- | ----- |
| 2013 | Nancy Scranton | 136   | –8    | [ 1 ] |
| 2014 | Meg Mallon     | 141   | –3    | [ 2 ] |

| Toernooirecord |  | po = winnares na play-off |  | R = Rookie of seizoensdebuut |